# Призман
Призма́н — хімічна сполука, поліциклічний вуглеводень складу C6H6. Ізомер бензену. Просторове розташування атомів вуглецю в молекулі призману нагадує трикутну призму. За зовнішнім виглядом — безбарвна рідина[джерело?].
Структуру призману вперше запропонував Альберт Ладенбург у 1869 році як один з можливих варіантів будови бензену (окрім нього пропозиції щодо цього висували також Дьюар, Гюккель, Клаус). Попри помилковість цього припущення, відповідна сполука все ж була згодом синтезована у фотохімічних реакціях.

## Отримання
Призман утворюється в ході ізомеризації бензену під дією ультрафіолетового випромінювання. Важливу роль тут відіграє довжина хвилі, оскільки вона визначає продукти реакції. Ізомеризація до призману відбувається при довжині 206 нм — при цьому реакція проходить через стадію утворення структури Дьюара (біцикло[2.2.0]-гекса-2,5-дієну). При більшій довжині хвилі (254 нм) продуктом є структура Гюккеля (бензвален). Усі отримувані структури є нестійкими і при нагріванні чи опромінюванні легко ізомеризуються до вихідного бензену:
У 1973 році був запропонований метод хімічного синтезу призману:
Вихідною сполукою для повного синтезу є бензвален, котрий можна отримати з циклопентадієну при обробці метиллітієм і дихлорометаном у диметиловому етері при -45 °C. При охолодженні проводять взаємодію між бензваленом і 4-фенілтріазоліндіоном, сильним дієнофілом, які утворюють продукт 2, що виділяють після пропускання через силікагель за допомогою елюенту хлороформу (вихід складає 50—60%). Після рефлюксу у водно-метанольній суміші протягом 24 годин, екстракції та обробки розчином хлориду міді(II) утворюється похідна, що у лужному розчину дає діазосполуку 3 (вихід 65% після кристалізації з пентану і сублімації). Останньою стадією є фотоліз діазосполуки, що веде до утворення призману і азоту (вихід 8%).